# 시미즈촌 (오사카부 미시마군)
시미즈촌(일본어: 清水村)은 일본 오사카부 시마카미군·미시마군에 설치되었던 촌이다. 현재의 다카쓰키시 북서부에 해당한다.

## 역사
- 1889년 4월 1일 - 정촌제 시행에 의해 시마카미군 시미즈촌이 성립하였다.
- 1896년 4월 1일 - 미시마군이 성립해, 소속이 변경되었다.
- 1931년 1월 1일 - 아쿠타가와정, 오칸무리촌, 이와테촌과 합병해 새로운 다카쓰키정이 성립하여, 동일 오칸무리촌이 폐지되었다.

## 교통

### 도로
현재는 구촌역(현 메이신초)에 메이신 고속도로의 타카츠키 버스 스톱이 소재하지만, 당시는 미개통

## 참고문헌
- 角川日本地名大辞典 27 大阪府